# Ramon Sinkeldam
Ramon Sinkeldam (Zaandam, 9 februari 1989) is een Nederlands voormalig wielrenner. Hij werd in 2017 Nederlands kampioen in de wegrit en in 2019 Europees kampioen in de gemengde ploegenestafette. Sinkeldam is een specialist in het aantrekken van de sprint.

## Carrière
In zijn jeugd was Sinkeldam actief op de weg, in het veld en in het mountainbiken. Van 2008 tot 2011 reed hij voor het Rabobank Continental Team. In 2011 won hij de beloftenversie van Parijs-Roubaix. Verder won hij in 2011 Ronde van Limburg en werd hij Nederlands kampioen bij de beloften.
In 2012 besloot hij om te gaan koersen voor de Nederlandse ploeg Argos-Shimano, die in 2015 onder Duitse licentie verder zou gaan als Giant-Alpecin en in 2017 als Sunweb. Voor deze ploeg boekte hij zijn eerste profoverwinningen door twee etappes te winnen in de Ronde van Hainan. In 2017 boekte hij zijn grootste individuele overwinning door Nederlands kampioen bij de eliterenners te worden.
Voor 2018 maakte hij de overstap naar de Franse ploeg Groupama-FDJ, waar hij in de sprinttrein van Arnaud Démare reed. In augustus 2019 werd hij Europees kampioen gemengde ploegenestafette, samen met Koen Bouwman, Bauke Mollema, Riejanne Markus, Amy Pieters en Floortje Mackaij.
Voor 2023 had Sinkeldam een overeenkomst met de Franse ploeg B&B Hotels - KTM. In december 2022 bleek dat de ploeg de sponsoring niet rond kreeg en dat ze werd opgeheven. Hierna kon Sinkeldam aan de slag bij de Belgische ploeg Alpecin-Deceuninck, waar hij de sprint aantrok voor Jasper Philipsen. Voor deze ploeg reed hij in 2023 zijn vijfde Ronde van Frankrijk, waarvan hij er drie uitreed. In juni 2024 maakte Sinkeldam bekend dat na het seizoen een einde komt aan zijn wielerloopbaan.

## Overwinningen
2011
Parijs-Roubaix, Beloften
Ronde van Limburg
 Nederlands kampioen op de weg, Beloften
2012
4e en 8e etappe Ronde van Hainan
2014
2e etappe World Ports Classic
Jongerenklassement World Ports Classic
2015
ProRace Berlin
Binche-Chimay-Binche
2017
 Nederlands kampioen op de weg, Elite
2018
Parijs-Chauny
2019
 Europees kampioenschap gemengde ploegenestafette
2024
Profronde van Almelo

## Resultaten in voornaamste wedstrijden op de weg
| Jaar | Ronde van Italië | Ronde van Frankrijk | Ronde van Spanje |
| ---- | ---------------- | ------------------- | ---------------- |
| 2012 |                  |                     |                  |
| 2013 |                  |                     | opgave           |
| 2014 |                  |                     | 136e             |
| 2015 |                  | opgave              |                  |
| 2016 |                  | 143e                |                  |
| 2017 |                  | 148e                |                  |
| 2018 |                  | 134e                |                  |
| 2019 | 133e             |                     |                  |
| 2020 | opgave           |                     |                  |
| 2021 |                  |                     | 127e             |
| 2022 | 132e             |                     |                  |
| 2023 | opgave           | opgave              |                  |
| 2024 |                  |                     |                  |

| Jaar | Milaan-San Remo | Gent-Wevelgem | Ronde van Vlaanderen | Parijs-Roubaix | Amstel Gold Race | Omloop Het Nieuwsblad | E3 Harelbeke |  | Wereldranglijsten |
| ---- | --------------- | ------------- | -------------------- | -------------- | ---------------- | --------------------- | ------------ |  | ----------------- |
| 2012 |                 | opgave        |                      | buit.tijd      |                  | 42e                   | opgave       |  |                   |
| 2013 |                 | 31e           | 76e                  | 25e            |                  | 55e                   | opgave       |  |                   |
| 2014 |                 | 64e           | 88e                  | 116e           |                  | 63e                   | 85e          |  |                   |
| 2015 |                 | opgave        | 59e                  | 27e            |                  | 55e                   | 54e          |  |                   |
| 2016 |                 | opgave        | 93e                  | 15e            |                  |                       | 80e          |  |                   |
| 2017 |                 | opgave        | 78e                  | 25e            |                  | 83e                   | 28e          |  | 274e (UWT)        |
| 2018 |                 | 110e          | 97e                  | 62e            | opgave           | 56e                   | opgave       |  | 414e (UWT)        |
| 2019 |                 | 44e           | 114e                 | opgave         |                  | 54e                   | opgave       |  |                   |
| 2020 | 88e             |               |                      |                |                  |                       |              |  |                   |
| 2021 | 155e            | opgave        |                      | buit.tijd      |                  |                       |              |  |                   |
| 2022 |                 |               |                      |                |                  |                       |              |  |                   |
| 2023 |                 |               |                      |                |                  |                       |              |  |                   |
| 2024 |                 | opgave        |                      |                |                  |                       |              |  |                   |

## Ploegen
- 2008 –  Rabobank Continental Team
- 2009 –  Rabobank Continental Team
- 2010 –  Rabobank Continental Team
- 2011 –  Rabobank Continental Team
- 2012 –  Team Argos-Shimano [a]
- 2013 –  Team Argos-Shimano
- 2014 –  Team Giant-Shimano
- 2015 –  Team Giant-Alpecin
- 2016 –  Team Giant-Alpecin
- 2017 –  Team Sunweb
- 2018 –  Groupama-FDJ
- 2019 –  Groupama-FDJ
- 2020 –  Groupama-FDJ
- 2021 –  Groupama-FDJ
- 2022 –  Groupama-FDJ
- 2023 –  Alpecin-Deceuninck
- 2024 –  Alpecin-Deceuninck

Wielerploegen van Ramon Sinkeldam
Adams ·
Aernouts ·
Beima ·
Berkhout ·
Bol ·
Boom ·
van Emden (tot 31/08) ·
van Garderen ·
Keizer ·
de Knegt ·
Kreder · 
Kruijswijk ·
Lodewyck · 
Nys (tot 09/05) ·
Popov ·
van Poppel ·
Rabou ·
Sinkeldam ·
Van Staeyen ·
van der Velde ·
Vermeltfoort ·
van Winden
Adams ·
Aernouts ·
Berkhout ·
Boeve ·
Bol ·
Bos ·
Fuchs ·
van Garderen ·
van Geffen ·
Keizer ·
de Knegt ·
Kreder · 
Kruijswijk ·
Ockeloen ·
van Poppel ·
Rabou ·
Sinkeldam ·
Van Staeyen ·
Vermeltfoort ·
Vrijmoed ·
van Winden
Adams (tot 25/08) ·
Boeve ·
Bol ·
Bovenhuis ·
Bulgaç ·
van Geffen (tot 09/05) ·
Hofland ·
Keizer ·
Kelderman ·
Kreder · 
van der Lijke ·
Markus ·
Ockeloen ·
van Poppel ·
Sinkeldam ·
Slagter ·
Vermeltfoort ·
Vrijmoed
Asselman ·
van Baarle ·
Bol ·
Boskamp ·
Bovenhuis ·
Bulgaç ·
Dennis ·
Dumoulin ·
Goos ·
Hofland ·
Kelderman ·
Kreder · 
van der Lijke ·
Markus ·
Olivier ·
Riesebeek ·
Sinkeldam
Bonnin ·
Curvers ·
Damuseau ·
De Backer ·
Degenkolb ·
Doi ·
Dumoulin ·
Feng ·
Fröhlinger ·
Geniez ·
Geschke ·
Gretsch ·
Huguet ·
Hupond ·
Ji · 
Kittel ·
Klemme ·
Kluge ·
de Kort ·
Ludvigsson ·
Sinkeldam ·
Sprick ·
Stamsnijder ·
Timmer · 

Veelers · 
van Zandbeek ·
Ahlstrand (stagiair) ·
Barguil (stagiair) · 
Boswell (stagiair) 
Ahlstrand ·
Arndt ·
Barguil · 
Clarke ·
Curvers ·
Damuseau ·
De Backer ·
Degenkolb ·
Dumoulin ·
Fröhlinger ·
Geschke ·
Gretsch ·
Huguet ·
Hupond ·
Janse van Rensburg · 
Ji · 
Kittel ·
de Kort ·
Ludvigsson ·
Mezgec ·
Parisien ·
Peterson ·
Preidler ·
Sinkeldam ·
Sprick ·
Stamsnijder ·
Timmer · 
Veelers · 
Xing ·
Holler (stagiair) · 
Jauregui (stagiair) · 
Olsson (stagiair)
Ahlstrand · Arndt · Barguil · Bulgaç · Craddock · Curvers · Damuseau · De Backer · De Kort · Degenkolb · Devenyns · Dumoulin · Fröhlinger · Geschke · Haga · Hupond · Janse van Rensburg · Ji · Kittel · Loh · T. Ludvigsson · Mezgec · Olivier · Peterson · Preidler · Sinkeldam · Sprick · Stamsnijder · Timmer · Veelers · Lammertink (stagiair) · F. Ludvigsson (stagiair) 
Arndt · Barguil · Craddock · Curvers · De Backer · De Kort · Degenkolb · Dumoulin · Fairly · Fröhlinger · Geschke · Haga · Hupond · Ji · Jones · Kittel · F. Ludvigsson · T. Ludvigsson · Mezgec · Olivier · Preidler · Sinkeldam · Stamsnijder · Timmer · Van der Haar · Veelers · Waeytens · Walscheid (stagiair)
Andersen · Arndt · Barguil · Curvers · Ten Dam · De Backer · Degenkolb · Dumoulin · Fairly · Fröhlinger · Geschke · Van der Haar · Haga · Ji · Jones · De Kort · F. Ludvigsson · T. Ludvigsson · Lunke · Oomen · Preidler · Sinkeldam · Stamsnijder · Timmer · Veelers · Waeytens · Walscheid · Hoekstra (stagiair) · Kanter (stagiair) · Tusveld (stagiair)
Andersen · Arndt · Barguil · Bauhaus · Curvers · Ten Dam · De Backer · Dumoulin   · Fröhlinger · Geschke · Haga · Hamilton · Hofstede · Kämna · Kelderman · Lunke · Matthews · Oomen · Preidler · Sinkeldam · Stamsnijder · Teunissen · Timmer · Waeytens · Walscheid · Kanter (stagiair) · Rohde (stagiair)
Armirail · Bonnet · Cimolai · Delage · Démare · Duchesne · Gaudu · Guarnieri · Hoelgaard · Konovalovas · Ladagnous · Le Gac · Ludvigsson · Madouas · Molard · Morabito · Pinot · Preidler · Reichenbach · Roux · Roy · Sarreau · Seigle · Sinkeldam · Thomas · Vaugrenard · Vichot · Vincent
Armirail · Bonnet · Delage · Démare · Duchesne · Frankiny · Gaudu · Geniets · Guarnieri · Hoelgaard · Konovalovas · Küng · Ladagnous · Le Gac · Ludvigsson · Madouas · Molard · Morabito · Pinot · Preidler · Reichenbach · Roux · Sarreau · Scotson · Seigle · Sinkeldam · Thomas · Vaugrenard · Vincent · Brunel (stagiair) · Jerman (stagiair) · Louvel (stagiair)
Armirail · Bonnet · Brunel · Delage · Démare · Duchesne · Frankiny · Gaudu · Geniets · Guarnieri · Gugliemi · Konovalovas · Küng   · Ladagnous · Le Gac · Lienhard · Ludvigsson · Madouas · Molard · Pinot · Reichenbach · Roux · Sarreau · Scotson · Seigle · Sinkeldam · Thomas · Vincent · Davy (stagiair) · Stewart (stagiair)
Armirail · Badilatti · van den Berg · Bonnet · Brunel · Davy · Delage · Démare · Duchesne · Gaudu · Geniets · Guarnieri · Gugliemi · Konovalovas · Küng     · Ladagnous · Le Gac · Lienhard · Ludvigsson · Madouas · Molard · Pinot · Reichenbach · Roux · Scotson · Seigle · Sinkeldam · Stewart · Thomas · Valter
Armirail · Askey · Badilatti · Davy · Démare · Duchesne · Gaudu · Geniets · Guarnieri · Konovalovas · Küng   · Ladagnous · Le Gac · Lienhard · Ludvigsson · Madouas · Molard · Pacher · Penhoët (vanaf 1/8) · Pinot · Reichenbach · Roux · Scotson · Sinkeldam · Stewart · Storer · Valter · van den Berg · Welten
Ballerstedt · Bayer · Conci · De Bondt · Dillier · Gaze · Ghys · Gogl · Groves · Hermans · Janssens · Kragh Andersen · Krieger · Leysen · Mareczko · Meurisse · Oldani · Osborne · Philipsen · Planckaert · Plowright · Rickaert · Riesebeek · Sbaragli · Sinkeldam · Stannard · Taminiaux · Van Den Bossche · van der Poel  · Vermeersch
Ballerstedt · Bayer · Boven · Conci · Dillier · Gaze · Ghys · Gogl · Groves · Hermans · Hollmann · Janssens · Kielich · Kragh Andersen · Laurance · Leysen · Meurisse · Osborne · Philipsen · Planckaert · Plowright · Rickaert · Riesebeek · Sinkeldam · Uhlig · Van Den Bossche · van der Poel  · Van Tricht · Vergallito · Vermeersch